# اختلاف المنظر
اختلاف المنظر أو التزيّح أو التخاطل (بالإنجليزية: Parallax)‏ هو تغير ظاهري في موقع الشيء المنظور وبخاصة الجرم السماوي بسبب اختلاف مكان الرؤية. فمثلا تدور الأرض حول الشمس مرة كل عام ويختلف موقعها مثلا في الشتاء عن موقعها في الصيف، والمسافة بين الموقعين تساوي تقريبا 300 مليون كيلومتر. فإذا رصدنا نجما خلال الصيف، ثم عدنا ورصدناه خلال الشتاء وجدنا أن موقعه قد تغير، وهذا هو اختلاف المنظر، ويقاس التزيح بالزاوية بين شعاعي الرؤية من الموقعين. يمكن فهم تلك الإزاحة بتجربة بسيطة: نمد يدنا إلى الأمام نرفع أحد أصابعنا. ننظر الآن إلى إصبعنا بالعين اليسرى فنرى طرف إصبعنا منطبقا على صورة مثلا على الحائط. ثم نغمض عيننا اليسرى ونشاهد إصبعنا بالعين اليمنى. فنجد أن إصبعنا يؤشر على موقع آخر على الحائط، أي يبدو لنا وكأن الصورة قد انزاحت عن مكانها، وهذا هو «التزيح».
يستغل التزيح في تعيين بعد نجوم عنا وهذا ما يسمى التزيح النجمي.

## في الرسوميات الحاسوبية
في العديد من تطبيقات الرسوميات الحاسوبية البدائية، وخاصة في ألعاب الفيديو، كان المنظر ينشأ من عدة طبقات مستقلة حيث تعرض هذه المناظر بسرعات مختلفة عند تحريك اللاعب للفأرة. بعض الأجهزة كانت تدعم مثل هذه الطبقات مثل جهاز سوبر نينتندو إنترتينمنت سيستم، وهذا يظهر بعض الطبقات أبعد من غيرها وكان هذا مفيداً بشكل كبير لإعطاء الإيحاء بالعمق في المشهد، ولكن كانت فقط تعمل عند تحريك اللاعب للمنظر. حالياً، تعتمد كثير من الأجهزة مبادئ أكثر تقدماً في الأجسام الحاسوبية ثلاثية الأبعاد، إلا أن بعض الألعاب المحمولة ما زالت تعتمد تقنية التزيح.

## في الفلك

تزيح نجمي : نقطتان للمشاهدة (أسفل أزرق) من على الأرض (مرة في الشتاء ومرة في الصيف حيث تدور الأرض حول الشمس). في الوسط نجم قريب. والنجم المرغوب تعيين بعده (أعلى الشكل).

يمكن استخدام ظاهرة التزيح لحساب المسافة بين الأرض وبين النجوم القريبة من الشمس باستخدام ظاهرة التزيح النجمي. وذلك بقياس التغير (التزيح) الظاهري لمواقع النجوم أثناء حركة الأرض في مدارها فيما يعرف بـالتزيح السنوي، بما يكفي لإظهار تزيح (Parallax) يمكن قياسه (يقل التزيح بزيادة المسافة بيننا وبين النجم المجهول بعده عنا. أي تنفع طريقة قياس التزيح في تعيين بعد النجوم إذا كان التزيح ملموسا، ويقل التزيح حتى يقرب من الصفر عندما يكون بعد النجم عنا نحو، وهذه حدود تعيين المسافة بيننا وبين النجوم بطريقة التزيح النجمي. في تلك الحالات التي لا يظهر للنجم تزيح نستخدم طرقا أخرى مثل انزياح نحو الأحمر.)
يقاس التزيح النجمي من الأرض من نقطة معينة ولتكن في شهر مارس مثلا، ثم يقاس تزيح النجم بعد 6 أشهر (أي في سبتمبر). فتكون المسافة بين موقعنا الأول وموقعنا الثاني مساوية لقطر مدار الأرض حول الشمس أي نحو 300 مليون كيلومتر نظرا لأن بعد الشمس عنا يساوي 150 مليون كيلومتر. وبمعرفة قيمة التزيح بوحدة ثانية قوسية وقطر فلك الأرض حول الشمس بوحدة فرسخ فلكي يمكننا حساب المسافة بيننا وبين النجم المرغوب قياس بعده عنا.
يعرف الفرسخ الفلكي (26و3 سنة ضوئية) بأنه المسافة التي تعادل «تزيح سنوي» مقداره 1 ثانية قوسية:
ويمكن حساب المسافة d بيننا وبين النجم البعيد عن طريق الصيغة التالية:
{\displaystyle d=1/p}
حيث:
d تحسب بالفرسخ الفلكي
ووحدة زاوية التزيح p تحسب بالثانية القوسية
نقطتان للمشاهدة بغرض تعيين الزاوية p : مشاهدة في الربيع مثلا (في الشكل، الأرض يمينا بالنسبة للشمس) والنقطة الثانية للمشاهدة في الخريف (في الشكل، الأرض يسارا من الشمس) (المسافة بين تلك النقطتين تساوي 2 فرسخ فلكي.).
مثال:
المسافة بيننا وبين قنطور الأقرب تبلغ طبقا للمعادلة 1/0.7687=1.3009 فرسخ نجمي (4.243 ly)
أي 234و4 سنة ضوئية
وكانت طريقة قياس تزيح لنجوم هي أول طريقة استخدمت لتعيين بعد النجوم (القريبة) عنا. وكان أول نجم يتبع معه هذه الطريقة قام بها «فريدريش بيسيل» في عام 1838 لقياس بعد الدجاجة 61 (61 Cygni) مستخدما منظارا للشمس. ولا تزال طريقة التزيح النجمي هي الطريقة العيارية لمعايرة الطرق الأخرى المتبعة لتقدير بعد النجوم عنا.